# Handball-Oberliga Baden-Württemberg der Frauen 2022/23
Die Handball-Oberliga Baden-Württemberg der Frauen 2022/23 wurde unter dem Dach der Handballverbände Baden, Südbaden sowie  Württemberg organisiert. Sie ist die höchste Spielklasse des Verbundes und wird unterhalb der 3. Liga als vierthöchste Spielklasse im deutschen Ligensystem eingestuft.

## Saisonverlauf
Die Handball-Oberliga Baden-Württemberg 2022/23 war die dreiundzwanzigste Ausspielung dieser Handballliga.

### Modus
Dreizehn Mannschaften spielten eine Vor- und Rückrunde. Nach Abschluss der daraus resultierenden Spieltage sind Meister und Vizemeister in die 3. Liga aufgestiegen und fünf Mannschaften in die Verbandsligen abgestiegen.

## Teilnehmer
Nicht mehr dabei waren die Auf- und Absteiger der Vorsaison. Neu hinzukamen die Absteiger (A) der 3. Liga und die Aufsteiger (N) aus den Verbandsligen.

Handballverband Baden

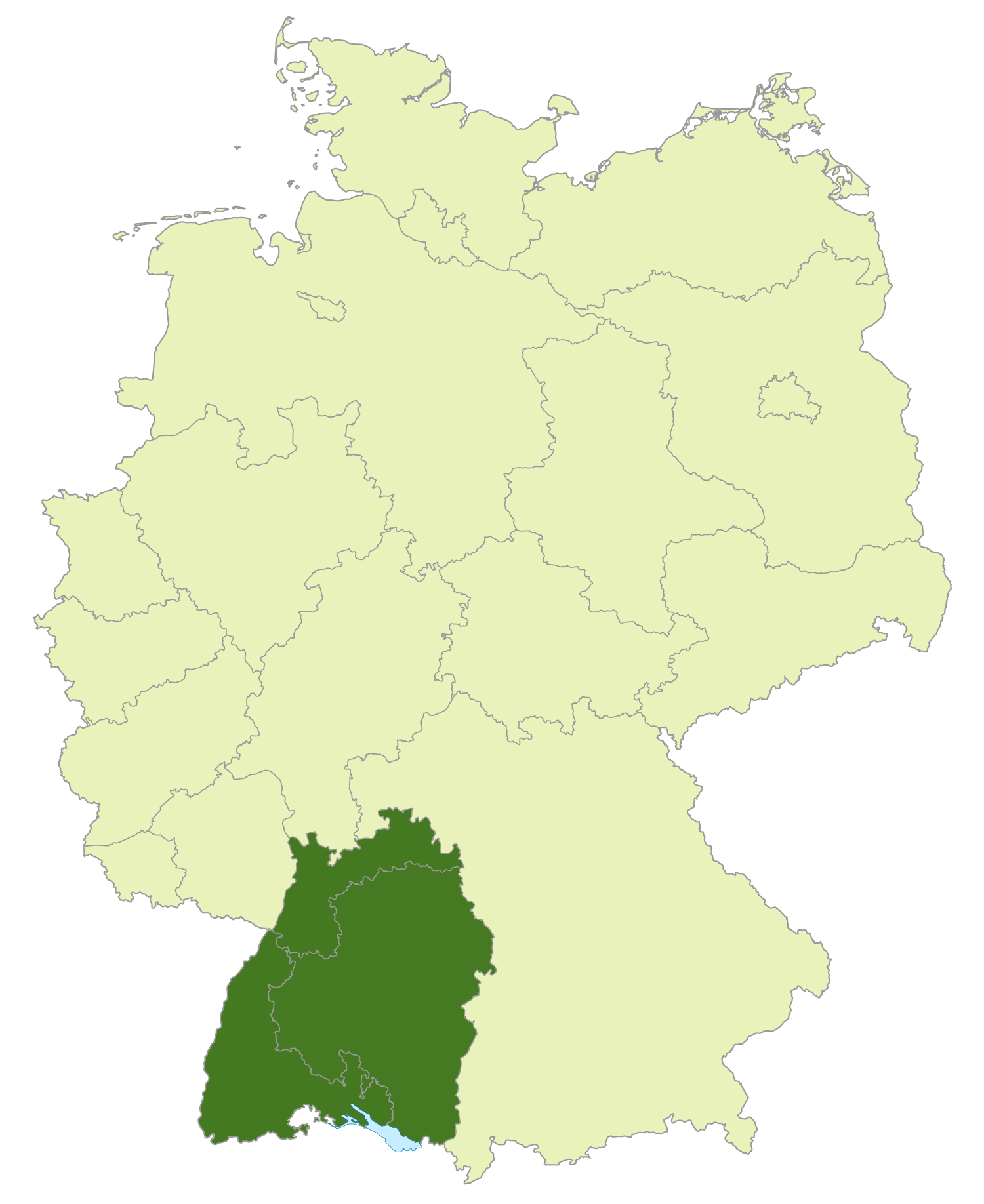
Bereich Handball-Oberliga
Baden-Württemberg

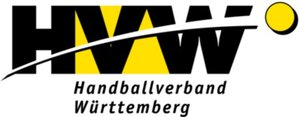
Handballverband Württemberg

### Abschlussplatzierungen
|  1. TuS Schutterwald  2. HSG Stuttgarter Kickers/TuS Metzingen 2 (N)  3. TV Möglingen (A R) * - 4. SG Kappelwindeck/Steinbach 2 (N) - 5. TG Nürtingen 2 - 6. SG H2Ku Herrenberg 2 (N) - 7. TSV Heiningen 1892 (A) - 8. HSG Fridingen/Mühlheim (N) - 9. SV Hohenacker-Neustadt  10 SG Heidelsheim/Helmsheim  11 TSV Birkenau  12 TSV Rintheim (N)  13 HSG Strohgäu |

* Der TV Möglingen hat seine Mannschaft nach der Saison in die Landesliga zurückgezogen.
(A) = Absteiger aus der 3. Liga (N) = neu in der Liga (R) = Rückzug
  Meister und Aufsteiger zur 3. Liga 2023/24
 Aufsteiger zur 3. Liga 2023/24
- Für die Oberliga 2023/24 qualifiziert